# マラーティー語
マラーティー語（マラーティーご、मराठी、Marathi,  Marāṭhī）は、インド・ヨーロッパ語族のインド・アーリア語派に属し、インド西部のマハーラーシュトラ州の公用語である。またインド連邦レベルでも憲法の第8付則に定められた22の指定言語のひとつである。この言語を話す人々はマハーラーシュトラ州だけでなく、隣接するゴア州、グジャラート州、アーンドラ・プラデーシュ州などにも多数居住し、全体で、9,000万人ほどの言語使用者がいると算定されている。マラータ語、マラーター語ともよぶ。

## 歴史
もっとも古いマラーティー語の記録は、カルナータカ州にあるジャイナ教神殿の大神像の足に掘られた文字だと考えられており、これは、10世紀である。その後、優れた詩人が輩出し、民族の信仰の詩をこの言葉でうたった為、言葉として洗練された。しかし、14世紀には、イスラーム教を奉じる諸スルターン朝が西インドで成立し、ペルシア語、アラビア語の語彙が、多数、マラーティー語中に混入した。
17世紀中後葉、チャトラパティ・シヴァージーによって、マラーター王国が築かれると、デカン・スルターン朝に対する戦いと、マラーティー語を民族の言葉として重視する民衆運動が起こった。やがて、王国の首都近郊の言葉を中心に、マラーティー語の標準語化が起こった。

## 音声
マラーティー語の母音は /ə ɑ i u e o/ の6種類のみであり、これはインド・アーリア語派の言語としては少ない方にはいる。母音の長短は区別されず、歴史的な i ī および u ū の区別は消滅した。鼻母音は音韻的には存在しない。サンスクリットからの借用語では、摩擦音の前のアヌスヴァーラが [w̃] と発音される。
子音では、/ts dz dzʱ/ と /tʃ dʒ dʒʱ/ を区別する。/tsʰ/ が存在しないのは、歴史的に /s/ に合流したためである。/dzʱ/ も実際には [z] と発音されることが多い。
マラーティー語には、破裂音・破擦音以外の多くの音にも有声帯気音がある（mh, nh, rh, lh, wh）。
マラーティー語には /v/ はなく、かわりに /w/ がある。
|               |            | 両唇音 唇歯音 | 歯音    | 歯茎音  | そり舌音 | 後部歯茎音 硬口蓋音 | 軟口蓋音 | 声門音 |
| ------------- | ---------- | ------------- | ------- | ------- | -------- | ------------------- | -------- | ------ |
| 破裂音 破擦音 | 無声無気音 | p             | t /t̪/   | ts      | ṭ /ʈ/    | c /tʃ/              | k        |        |
| 破裂音 破擦音 | 無声帯気音 | ph /pʰ/       | th /t̪ʰ/ | ts      | ṭh /ʈʰ/  | ch /tʃʰ/            | kh /kʰ/  |        |
| 破裂音 破擦音 | 有声無気音 | b             | d /d̪/   | dz      | ḍ /ɖ/    | j /dʒ/              | g        |        |
| 破裂音 破擦音 | 有声帯気音 | bh /bʱ/       | dh /d̪ʱ/ | dz      | ḍh /ɖʱ/  | jh /dʒʱ/            | gh /ɡʱ/  |        |
| 鼻音          | 無気音     | m             |         | n       | ṇ /ɳ/    |                     |          |        |
| 鼻音          | 帯気音     | mh /mʱ/       |         | nh /nʱ/ |          |                     |          |        |
| 摩擦音        | 摩擦音     |               |         | s       |          | š /ʃ/               |          | h      |
| 半母音        | 無気音     | w             |         | r       |          | y /j/               |          |        |
| 半母音        | 帯気音     | wh /wʱ/       |         | rh /ɾʱ/ |          |                     |          |        |
| 側面音        | 無気音     |               |         | l       | ḷ /ɭ/    |                     |          |        |
| 側面音        | 帯気音     |               |         | lh /lʱ/ |          |                     |          |        |

## 文字
現在、マラーティー語はヒンディー語と同様にデーヴァナーガリー文字で記述される。マラーティー語では bāḷbodh（バールボード、子供にわかる（やさしい）文字の意）と呼ばれる。
デーヴァナーガリーによる表記では音声とつづりの間にずれがある。デーヴァナーガリーにはマラーティー語にない音の区別があり（i u の長短など）、それらは正書法が歴史的な語源によって決められる。逆に、マラーティー語にはデーヴァナーガリーでは表せない音の区別があり（/ts/ と /tʃ/ など）、それらは区別されずに同じ文字で書かれる。アヌスヴァーラは多くの場合には歴史的な意味しかなく、実際には発音されない。
ḷ のためには ळ の文字を使用する。英語の借用語に出現する /æ ɔ/ は अॅ ऑ と書かれる。nha, mha, rha, lha, wha はそれぞれ न्ह म्ह ऱ्ह ल्ह व्ह と書かれる。
r に子音が続くときに2種類の表記方法がある。以下の表の翻字では音節の区切りを . で表す。
| つづり | 翻字        | 意味               |
| ------ | ----------- | ------------------ |
| आचार्यास  | ā.cār.yā.sa | 先生に             |
| आचाऱ्यास  | ā.cā.ryā.sa | 料理人に           |
| दर्या    | dar.yā      | 海                 |
| दऱ्या    | da.ryā      | 谷（darī）の複数形 |

ヒンディー語とは正書法の細かい点で違いがあり、たとえば後置詞はヒンディー語では分けて書かれるが、マラーティー語では前の単語に続け書きする。
デーヴァナーガリーの他に草書として考案されたモーディー文字があり、1950年代までマラーティー語の文献の多くはモーディー文字で書かれていた。主に手書きで使われ、大規模な印刷の出現とともに使われなくなっている。
かつてはカンナダ文字でも書かれた。ペルシャ文字ベースの表記も裁判所の文書で使用されていた。

## 語彙

### 挨拶
| マラーティー語 | ラテン文字転写        | 日本語               |
| -------------- | --------------------- | -------------------- |
| शुभ प्रभात        | Subha prabhata        | おはようございます   |
| नमस्कार          | Namaskara             | こんにちは           |
| शुभ दुपार         | Subha dupara          | こんばんは           |
| शुभ रात्री         | Subha ratri           | おやすみなさい       |
| तुझं नाव काय आहे?   | Tujham nava kaya ahe? | お名前はなんですか？ |
| माझं नाव … आहे     | Majham nava … ahe     | 私の名前は…          |
| तू कसा आहेस?      | Tu kasa ahesa?        | お元気ですか？       |
| पुन्हा भेटू         | Punha bhetu           | さようなら           |
| धन्यवाद          | Dhan'yavada           | ありがとうございます |

## 文化的背景
マハーラーシュトラ州には、「マハール」と呼ばれる不可触民のカーストが存在する。インドにおけるカーストの問題、とりわけ「不可触カースト（アチュート）」として差別され、抑圧された人々の問題にもっとも敏感であり、活発な差別反対運動を行ったのがこのマハールの人々であった。
「マハーラーシュトラ」の名は、一般的には「マハー महा」（「偉大な」）+「ラーシュトラ राष्ट्र」（「国・地域」）の意味であると考えられるが、一説では、「マハールの国」を意味するともされる。これは19世紀スコットランドの宣教師であるジョン・ウィルソン（英語版）の説であるが、インドの社会運動家の間で支持された。
マラーティー語を使って記された、反カースト差別の詩や小説は、インドの近代化への運動として、現在も進行しつつある、解放運動の大きな部分を成している。

## 日本におけるマラーティー語学習
インド文学研究者の石田英明によって『基礎マラーティー語』（大学書林、2004年）をはじめ、教材が何冊か出版されており、数多くあるインドの諸言語と比較すると、学習環境は決して恵まれているとは言えないが、学習手段がある。辞典は今現在出版されていない。

## 注
1. ↑  “Marathi”.  エスノローグ18版 (2015年). 2015年9月17日閲覧。
2. 1 2 3  『世界のことば小事典』「マラーティー語」項目。
3. ↑  Masica (1993) p.109
4. ↑  Masica (1993) p.105
5. ↑  Masica (1993) pp.94, 102
6. ↑  Masica (1993) pp.103-104
7. ↑  Pandharipande (2007) p.700
8. ↑  Bright (1996) p.389
9. ↑  “P8: Marathi eyelash RA” (2004年11月7日). 2015年9月17日閲覧。
10. ↑  Masica (1993) p.145
11. ↑  Salomon (1998) p.100
12. ↑  Shailaja Paik (2011). “Mahar-Dalit-Buddhist: The history and politics of naming in Maharashtra”. Contributions to Indian Sociology (45):  221.

## 辞書
英語:
- Molesworth, James T. (1831). A Dictionary Muraṭ,hee & English. Bombay